# Leigh-Ann Naidoo
Leigh-Ann Naidoo (Durban, 12 juli 1976) is een voormalig Zuid-Afrikaans beachvolleybaler. Ze nam eenmaal deel aan de Olympische Spelen.

## Biografie

### Sportieve loopbaan
Naidoo speelde in 1999 aan de zijde van Alena Schurkova haar eerste wedstrijd in de FIVB World Tour in Acapulco. In 2003 vormde ze een duo met Julia Willand met wie ze twee seizoenen actief was. Het eerste jaar namen ze deel aan zes reguliere toernooien in de mondiale competitie met een negende plaats op Bali als beste resultaat. Bij de wereldkampioenschappen in Rio de Janeiro bereikte het tweetal de zestiende finale die verloren werd van de Amerikaansen Nancy Reynolds en Dianne DeNecochea. Het jaar daarop waren ze actief op zeven FIVB-toernooien waarbij ze niet verder kwamen dan een vijf-en-twintigste plaats op Rhodos. Desalniettemin deden Naidoo en Willand mee aan de Olympische Spelen in Athene waar ze na drie nederlangen in de groepsfase strandden. Na twee jaar geen internationale toernooien gespeeld te hebben, keerde ze in 2007 voor een seizoen terug aan de zijde van Judith Augoustides. Dat jaar namen ze deel aan de WK in Gstaad; na een overwinning op het Japanse duo Mika Saiki en Chiaki Kusuhara en nederlagen tegen de Amerikaanse tweetallen Walsh/May en Wacholder/Akers werden ze in de groepsfase uitgeschakeld. Bij de zes overige toernooien was een vijf-en-twintigste plaats in Montreal het beste resultaat.

### Maatschappelijke betrokkenheid
Naidoos vader was een anti-apartheidsactivitist die zich inzette voor een gelijke behandeling binnen de sport. Zo richtte hij de eerste volleybalvereniging van het land op zonder rassenscheiding. Naar zijn voorbeeld ageerde zij zich ook tegen de apartheid in Zuid-Afrika. Naidoo is daarnaast lesbisch en kwam tijdens de Olympische Spelen in 2004 openlijk uit voor haar homoseksualiteit. Twee jaar later was ze ambassadeur en keynote-spreker bij de Gay Games in Chicago, waar ze vanwege een kruisbandblessure niet zelf mee aan kon doen. Nadat Zuid-Afrika eind 2006 het homohuwelijk legaliseerde, trouwde Naidoo met haar partner Kelly Gillespie.